# Miomaffo Barat
Miomaffo Barat is een district van het regentschap Noord-Midden-Timor op West-Timor, provincie Oost-Nusa Tenggara, Indonesië.

## Geografie
Het district Miomaffo Barat behoort tot het regentschap Noord-Midden-Timor van de provincie Oost-Nusa Tenggara. De oppervlakte bedraagt 199,6 km². Het bestuurscentrum van het district is Eban. Ten noorden van Miomaffo Barat liggen de districten Bikomi Nilulat en Musi en de Oost-Timorese exclave Oe-Cusse Ambeno, ten oosten de districten Miomaffo Tengah en Noemuti, ten zuiden het regentschap Zuid-Midden-Timor met de districten Tobu en Polen, en ten westen het district Mutis.
Miomaffo Barat omvat tien dorpen en twee subdistricten. Het zijn de dorpen: Fatuneno, Fatunisuan, Fatutasu, Haulasi, Lemon, Manusasi, Noepesu, Noetoko, Saenam en Suanae, en de subdistricten: Eban, Sallu.

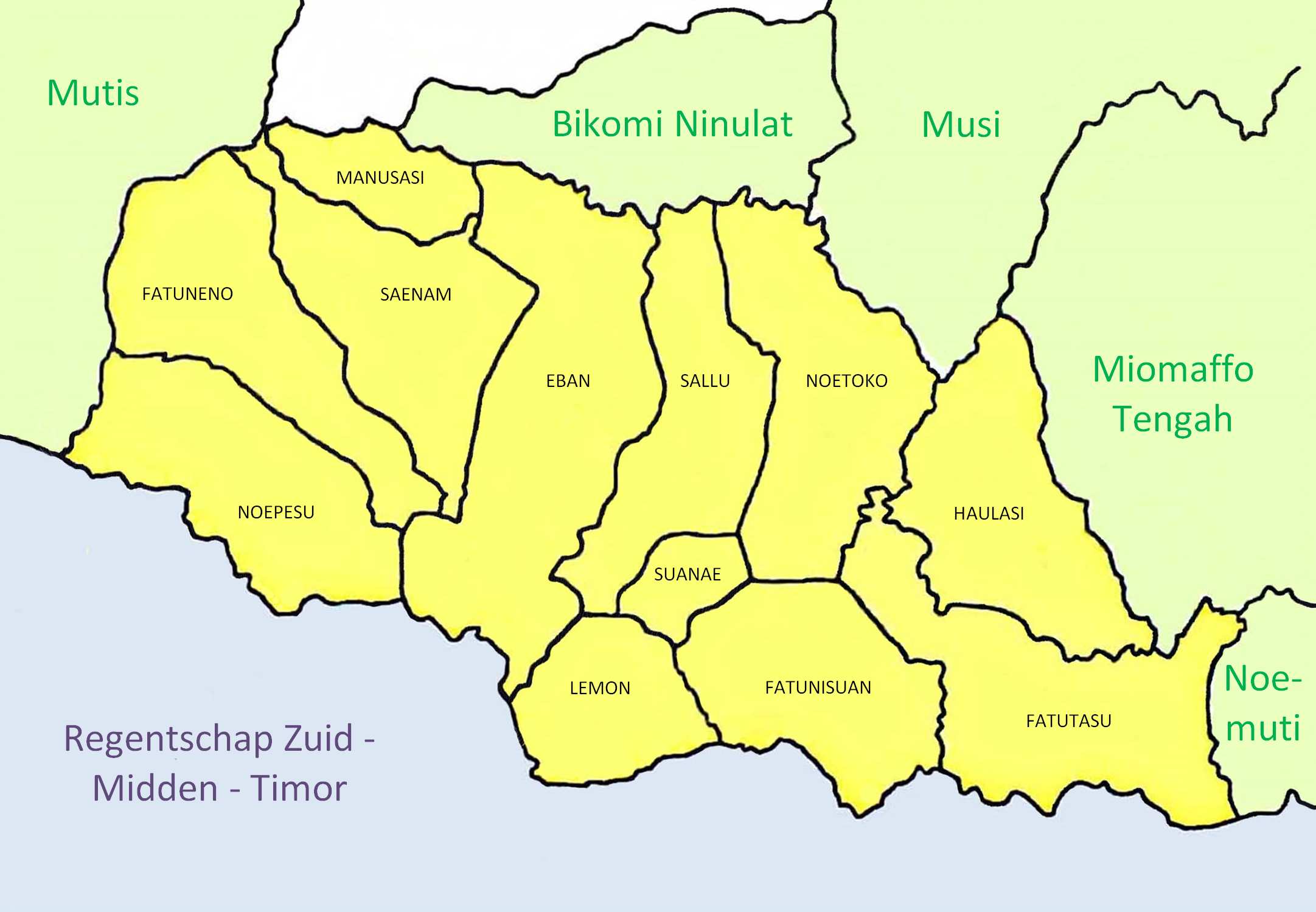
District Miomaffo Barat en zijn dorpen en subdistricten.

## Demografie
Het aantal inwoners van Miomaffo Barat is 15.898. Opgave: 2020. Het district Miomaffo Barat telt 89,0 % katholieken, 10,4 % protestanten en 0,6 % moslims.
Naast de indonesische taal wordt er de taal Uab Meto en het dialect Miomaffo gesproken. Het Uab Meto is een van de 48 Timorese talen, welke op hun beurt een onderdeel zijn van de Centraal-Malayo-Polynesische talen.

## Economie
Uit de gegevens voor 2019 blijkt dat het merendeel van de bevolking als land- en tuinbouwer werkzaam is. Verder onderscheidt men gepensioneerden, middenstanders, medewerkers van kleine bedrijven en zo'n 262 mensen in de dienstensector: onderwijs, bestuur van district en dorpen, politie, leger.

## Traditie
Een van de tradities in een deel van Noord-Midden-Timor (de gebieden Insana, Miomaffo en Biboki) is het ritueel Tulu Nekak Ansaof Neu Ahonit Ma Ataos Amoet Apakaet. Het ritueel wordt door de traditionele leider uitgevoerd. Er wordt een grote buffel geslacht en er worden betelnoot, kip, lokale drank en zilverstukken geofferd. Met het ritueel vereert men de voorouders.